# 阿爾布利根
阿爾布利根是瑞士的城鎮，位於該國中部，由伯恩州負責管轄，面積4.3平方公里，五成半是農地，海拔高度699米，2010年人口477，人口密度每平方公里111人。